# Vatín
Vatín (deutsch Wattin) ist eine Gemeinde in Tschechien. Sie liegt fünf Kilometer südlich von Žďár nad Sázavou und gehört zum Okres Žďár nad Sázavou.

## Geographie
Vatín befindet sich in der Talmuldes des Baches Vatínský potok in der Böhmisch-Mährischen Höhe. Das Dorf liegt am Rande des Landschaftsschutzgebietes CHKO Žďárské vrchy. Durch den Ort führt die Staatsstraße I/37 von Žďár nad Sázavou nach Křižanov. Nördlich verläuft die Eisenbahnstrecke Havlíčkův Brod–Tišnov. Im Süden befindet sich das Tal der Oslava. Nordöstlich erhebt sich der Kříb (611 m) und östlich die Skály (629 m).
Nachbarorte sind Žďár nad Sázavou und Mělkovice im Norden, Veselíčko und Slavkovice im Nordosten, Jámy im Osten, Hodíškov im Südosten, Sazomín im Süden, Kotlasy und Březí nad Oslavou im Südwesten, Nové Veselí und Budeč im Westen sowie Radonín im Nordwesten.

## Geschichte
Das Dorf wurde wahrscheinlich nach 1317 durch die Herren von Meziříčí gegründet. Erstmals urkundlich erwähnt wurde Baleyn im Jahre 1353, als Jan von Meziříčís Söhne das Dorf zusammen mit Sazomín und Babín erblich dem Zisterzienserkloster Saar überließen. 1519 wurde eine Grenzbeschreibung zwischen der Stadt Saar und dem Dorf Vatín angelegt. Unter Maximilian von Dietrichstein erhielten die Bewohner 1638 das Heimfallrecht zugesprochen, wirksam wurde dies jedoch erst 1670. Im Grundbuch von 1653 sind 13 Anwesen, zwei Kleinwirtschaften und zwei Chaluppen aufgeführt. 1717 entstand, offenbar nach Streitigkeiten, eine neue Grenzbeschreibung zur Stadt Saar.
Nach der Aufhebung der Patrimonialherrschaften bildete Vatín ab 1850 eine Gemeinde im politischen Bezirk Neustadtl.
Sie hatte 327 Einwohner und umfasste 844 Morgen Land. Bei einem Großfeuer wurden 1881 sieben Bauernhöfe zerstört. Ab 1914 begann die Gewinnung von landwirtschaftlichen Flächen durch Melioration von Feuchtgebieten. Zwischen 1927 und 1932 brachen fünf Brände in Vatín aus, bei denen zehn Häuser zerstört wurden. In den Jahren 1929 und 1930 erfolgte der Bau der Fernverkehrsstraße zwischen Ždírec nad Doubravou und Velká Bíteš. Seit 1949 gehört die Gemeinde zum Okres Žďár nad Sázavou. 1980 erfolgte die Eingemeindung nach Žďár nad Sázavou. Seit 1990 besteht die Gemeinde Vatín wieder. Vatín führt seit 2002 ein Wappen und Banner.

## Gemeindegliederung
Für die Gemeinde Vatín sind keine Ortsteile ausgewiesen.

## Sehenswürdigkeiten
- Kirche der Sieben Schmerzen Mariä, erbaut 1888 vom Baumeister Tomáš Polach aus Velké Meziříčí. Die Weihe erfolgte 1890 durch Bischof Franziskus von Sales Bauer.
- Kapelle

## Söhne und Töchter der Gemeinde
- Josef Samsour (1870–1930), Theologe